# بورتزومیب
بورتِـزومیب (انگلیسی: Bortezomib) با نام‌های تجاری «وِلکِـید»، «نئومیب» و «بورته‌کَد» یک داروی ضدسرطان است.
بورتزومیب نخستین دارو از دستهٔ بازدارنده‌های پروتئازوم محسوب می‌شود. پروتئازومها مجموعه‌های پروتئینی هستند که کارشان حذف پروتئین‌های غیرضروری یا آسیب‌دیده در سلول است. در برخی سرطان‌ها، پروتئین‌هایی که سلول‌های سرطانی را می‌کشند، به سرعت غیرفعال و حذف می‌شوند. بورتزومیب جلوی این عمل را می‌گیرد و بدین ترتیب آن پروتئین‌ها به فعالیت‌شان ادامه داده و سلول‌های سرطانی را می‌کشند.
بورتزومیب در ایالات متحده آمریکا و اروپا جهت درمان مولتیپل میلوما و لنفوم مَنتل‌سِل (نوعی از لنفوم غیرهوچکینی) پذیرفته شده‌است.
شایع‌ترین عوارض این دارو «اختلالات گوارشی» و «ضعف عضلانی» است. همچنین در مصرف‌کنندگان این دارو، احتمال بروز زونا بیشتر از سایرین است که البته با تجویز پیشگیرانهٔ اسیکلوویر می‌توان احتمال بروزش را کاهش داد.
برخی دیگر از عوارض ناشایع بورتزومیب شامل نوروپاتی محیطی (۳۰٪) و نارسایی مغز استخوان (نوتروپنی، ترومبوسیتوپنی) است. همچنین «نفریت بینابینی حاد» هم گزارش شده‌است.
مصرفِ همزمان چای سبز، به دلیل مادهٔ مؤثرهٔ‌اش «اپی‌گالوکتشین گالات» (EGCG)، اثر دارویی بورتزومیب را کاهش می‌دهد.